# Neosemidalis furcifera
Neosemidalis furcifera är en insektsart som beskrevs av Meinander 1972. Neosemidalis furcifera ingår i släktet Neosemidalis och familjen vaxsländor. Inga underarter finns listade i Catalogue of Life.